# Ausencia
La ausencia es un término jurídico que se refiere a la incertidumbre o indeterminación acerca de la existencia de una persona, sin poderse precisar si está viva o muerta. 
Ejemplo: es decir como el gato en al caja ,no se sabe si está vivo o muerto

## Concepto de ausencia en México
En México la ausencia x n x x está determinada en el Código Civil federal. No se configura la ausencia por el solo hecho de no hallar a una persona en su domicilio; es necesario que el ausente no haya dejado quien lo represente, que se ignore su paradero y que no se tenga certeza sobre su existencia o fallecimiento. 
La ausencia es el hecho de que una persona haya desaparecido de su domicilio, sin que se tenga noticia de él, de manera que no se sepa si continúa viviendo. El estado de "incertidumbre" es lo que caracteriza a la ausencia desde el punto de vista jurídico.
Se debe distinguir entre las nociones de ausencia, no presencia y desaparición. Los no presentes son aquellos que no se encuentran  en su domicilio, aunque sobre cuya existencia no se tiene duda alguna. El desaparecido es aquel a quien se ha dejado de ver a partir de un accidente o  catástrofe y existen serios indicios de que en ellos haya encontrado la muerte, de modo que su defunción es probable.
Diverso es el caso de la ausencia porque la incertidumbre sobre la vida o la muerte se debe a la falta prolongada de noticias, que no nos permite saber, ni siquiera presumir, si una persona ha fallecido.
La ausencia tiene su origen en el Código Civil de Napoleón[cita requerida].
La situación de la ausencia interesa al consorte de la persona buscada, sus descendientes, y a quienes están ligados con ella por lazos de parentesco. Es muy común que surjan numerosos problemas  con la desaparición de una persona, aun cuando la desaparición no sea definitiva. Conflictos de interés relativos a sus bienes, a los derechos de los presuntos herederos, a la situación del cónyuge, a la protección de los hijos menores y, en fin, a los acreedores de la persona cuyo paradero se ignora.

## Concepto de ausencia en Perú
En el Perú la legislación ocupa el lugar de que una persona a desaparecido desde un momento determinado teniendo su mayor impacto en año de 1980 a los 2000 pues en esta época hubo el llamado "terrorismo" en el Perú. 
Cabe resaltar que las personas que se encuentran ausentes no pueden ser procesadas por un delito al no estar la persona físicamente ante el tribunal. 
"En el primer caso no hay razón especial para poner en duda la vida del desaparecido, aunque su falta de presencia y el descuido en que quedaron sus asuntos (si los tenía) exige que (cuando sea preciso) se nombre un defensor para que los atienda. En el segundo, al resultar insólito que, viviendo, no se sepa de él, se duda si el ausente vive o no, pero se estima más probable que sí. En el tercero, sin estarse nunca seguro de la muerte, se considera más probable que haya acaecido".